# Phayao
19° 09′ 55″ N, 99° 54′ 13″ L

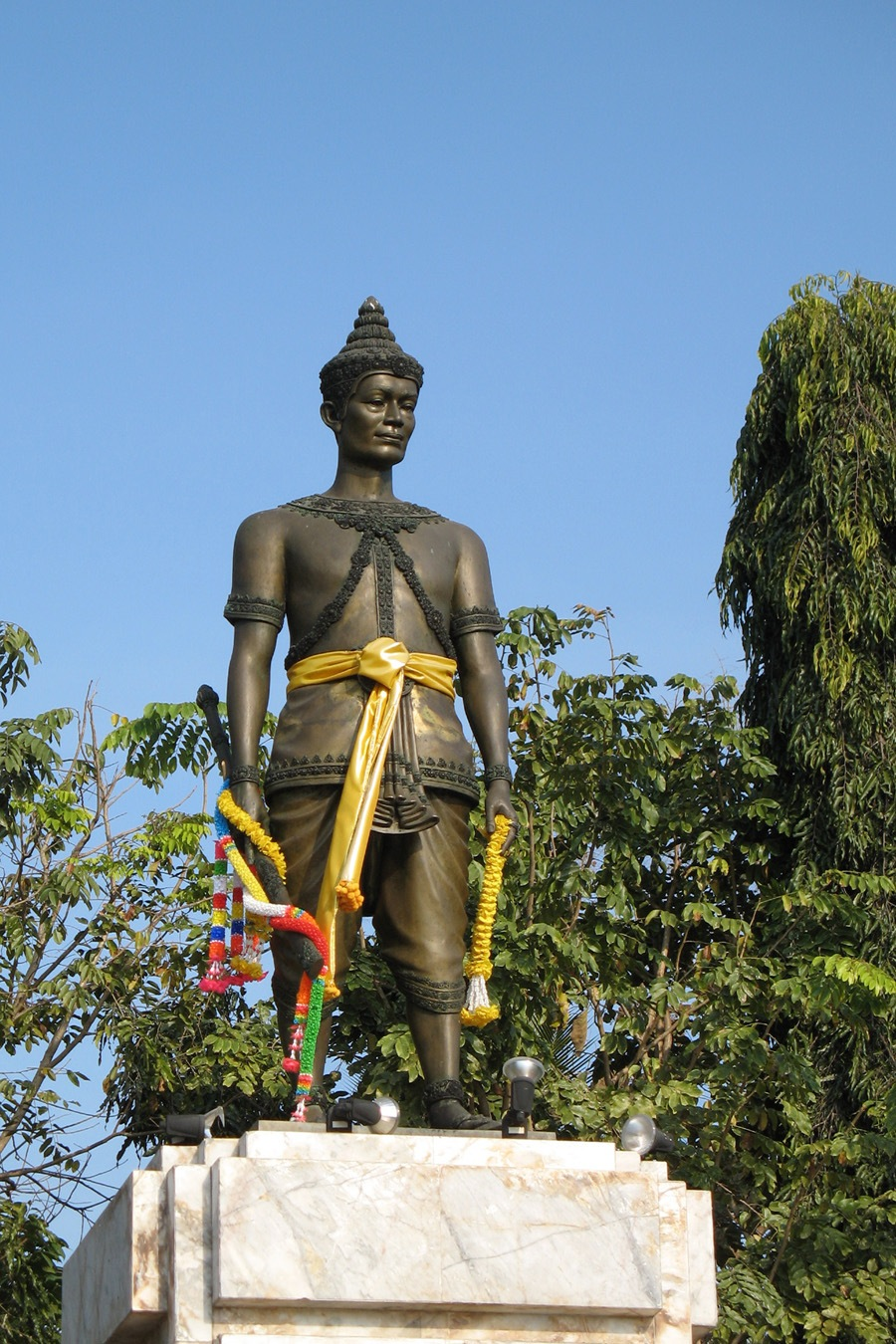
Monumento Pho Khun Ngam Muang ao lado do lago Kwan Phayao, Tailândia. (O 9º rei de Phayao.)

Phayao é uma cidade no norte da Tailândia, capital da província de Phayao. Em 2005 a população era 19,118.
A cidade foi fundada no século XII e está localizada na margem do Lago Phayhao.